# تلسکوپ نیکولاس میال
تلسکوپ نیکولاس یو میال (به انگلیسی: Nicholas U. Mayall Telescope) نام یکی از تلسکوپهای رصدخانه ملی کیت پیک در آریزونا است.
این تلسکوپ انعکاسی قطر آئینهٔ ۴ متری دارد، در سال ۱۹۷۳ ساخته، و در سال ۱۹۹۷ بهینه‌سازی شد.

## نگارخانه

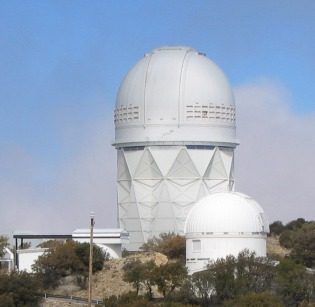